# Synagoga w Hechingen
Synagoga w Hechingen (niem. Synagoge in Hechingen) – synagoga znajdująca się w Hechingen w Niemczech, przy Goldschmiedstraße.
Synagogę została zbudowana w 1776 roku. W budynku znajdowało się także mieszkanie dla kantora, a nad nim galeria dla kobiet. W latach 1850–1852 synagogę rozbudowano. Mieszkanie kantora zlikwidowano i umieszczono w jego miejscu hall. Wzniesiono także boczne empory dla kobiet. 
W 1881 roku przebudowano fasadę w stylu klasycystycznym. Podczas nocy kryształowej z 9 na 10 listopada 1938 roku budynek został zdewastowany. W 1949 roku synagogę zwrócono żydowskiemu związkowi religijnemu ze Stuttgartu, który sprzedał ją w 1952 roku szklarzowi. Do 1982 roku była wykorzystywana jako magazyn. Później przeszła remont kapitalny i od 1986 roku służy celom kulturalnym.